# Берлински телевизијски торањ
Фернзетурм је телевизијски торањ у центру Берлина, главног града Немачке. То је врло познати берлински оријентир, који се налази близу Александерплаца. Торањ је саграђен 1969. године од стране бивше Немачке Демократске Републике (НДР), која је торањ користила као симбол Берлина. Торањ је лако видљив из свих централних берлинских општина. 
Оригинална висина торња је била 365 m, али је после постављања антене 90-их година, висина досегла 368 m. Фернзетурм је друга највећа грађевина у Европи после московског Останкино торња. У њему се налази платформа за посетиоце и ресторан у средишњем делу кугле. Платформа за посетиоце налази се 204 метара изнед земље. Ресторан, који се окрене за пола сата 360 степени, је неколико метара изнад платформе за посетиоце.
Унутар трупа торња су два лифта који допремају посетиоце на платформу за готово 40 секунди.

## Историја
1964. године, Валтер Улбрихт, лидер Социјалистичке уједињене партије Немачке, који је владао Источним Берлином, одобрио је изградњу телевизијског торња на Александерплацу. Идејни пројектанти су Херман Хенселман и Јург Штрајпарт. Валтер Херцонг и Херберт Ауст су касније узели учешће у планирању изградње. Изграњна је започета 4. августа 1965. После четири године изградње, Ферзетурм је отворен 3. октобра 1969. Берлински телевизијски торањ, као познати симбол Берлина, годишње посећује око милион посетилаца.
Иако је започета изградња на телевизијском торњу у југоисотчном делу Берлина Мигелбергу, пројекат је обустављен, јер би торањ на тој локацији опасно угрозио авионе који слећу и полећу са међународног аеродорма Шенефелд.

## „Папина освета“
Када год Сунце обасја торањ, као рефлексија на стакленој кугли, појави се крст. Овакав ефекат није планиран од стране пројектаната. Као супростављање атеистичкој идеологији тадашње владе и репресији према цркви, Берлинци су одмах овај феномен прозвали као „Папина освета“ (Rache des Papstes). Из истих разлога, грађевина је названа и као Свети Валтер (због Валтера Улбрихта).

## Технички детаљи
- Улаз у торањ се налази 6.25 m изнад земље
- 2 лифта транспортују посетиоце торња
- 1 лифт транспортује техничку опрему
- Челичне степенице од 986 степеника
- Помоћна платформа на висини од 188 и 191
- Осматрачница на 203,78
- Ресторан на 207,53
- Висина торња: 368,03
- Тежина трупа: 26000
- Тежина кугле: 4800